# Bune
En demonología, Buné es un Gran Duque del Infierno, poderoso y fuerte, que tiene treinta legiones de demonios bajo su mando. Cambia los lugares de los muertos y hace que los demonios que están bajo su poder ronden los sepulcros. Buné hace a los hombres elocuentes y sabios y contesta certeramente a las preguntas que se le hacen. Da riquezas. Habla con una voz fuerte pero agradable. Pero a su vez al dañar a quién lo afrenta u ofende pudre a sus víctimas o contrincantes. Es un hábil cazador y nunca se le ha vencido, al igual que muchos de su jerarquía.
Es representado como un dragón de tres cabezas: una de perro, otra de grifo y otra de hombre (aunque acorde con algunos, tiene dos cabezas de dragón y la tercera de hombre).
Otros nombres: Bime, Bimé.